# Подвижной состав Лондонского метрополитена

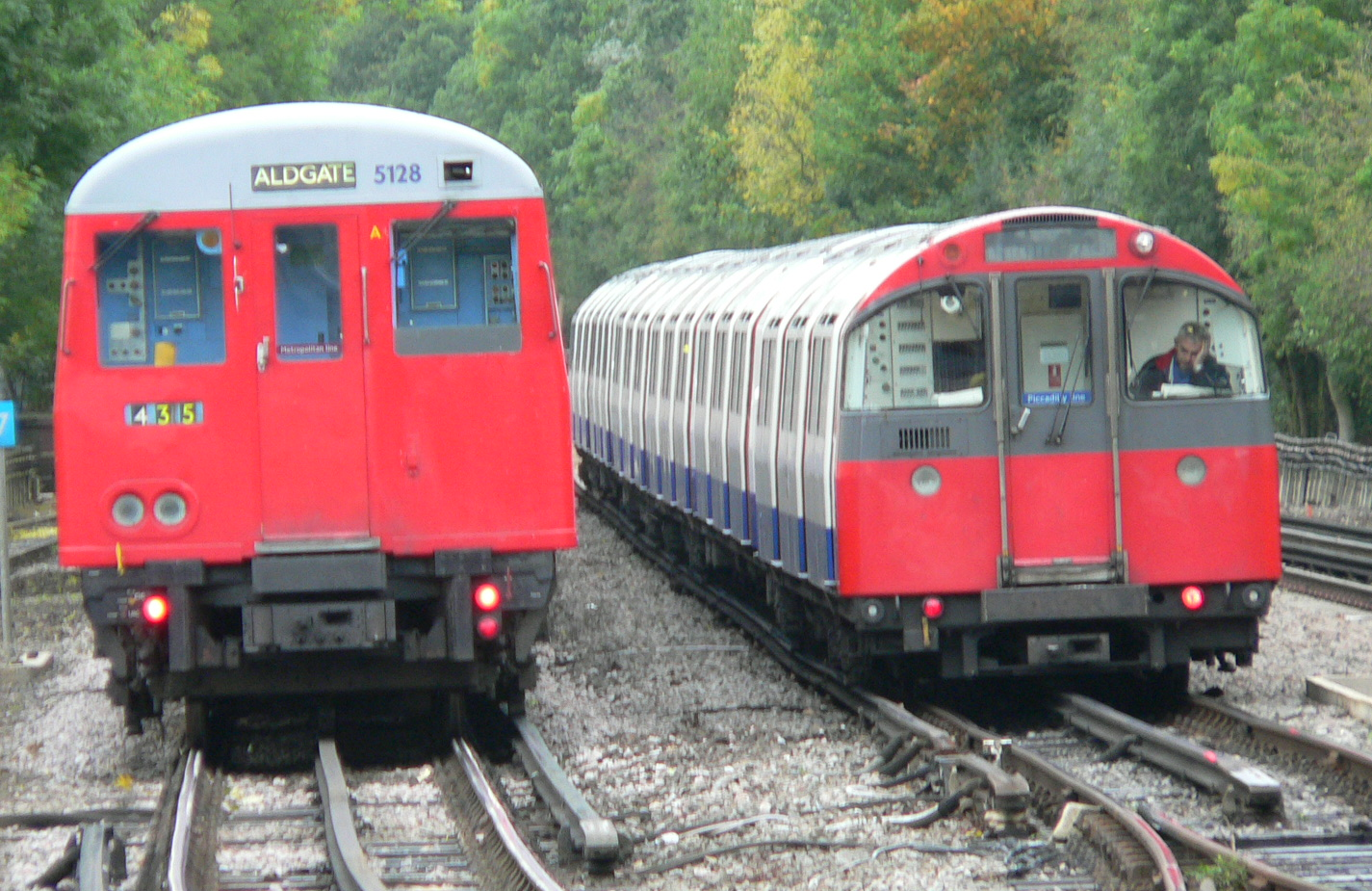
Наглядная демонстрация двух типов лондонских метропоездов. Поезд серии А линии Метрополитен (слева) и поезд серии 1973 линии Пиккадилли (справа) на станции Рейнерс-Лейн

История развития подвижного состава Лондонского метрополитена столь же сложна, сколь и сама история развития лондонской подземки. Значительное число моделей поездов использовалось и используется для перевозки пассажиров, начиная с поездов на локомотивной тяге и заканчивая современными электропоездами. Ниже представлены различные типы поездов Лондонского метро:
- Типы поездов, отмеченные курсивом, на сегодняшний день сняты с эксплуатации.

- О классификации и расшифровке сокращений в названиях моделей будет написана отдельная статья: Классификация поездов лондонского метро.

## Локомотивы лондонского метро
- Паровозы — сняты с пассажирских линий в 1961 году
- Электровозы — сняты с пассажирских линий в 1961 году, служебная эксплуатация до 1971 года
- Дизельные поезда (DL81-DL83) — с пассажирами не эксплуатировались, сняты с эксплуатации в 1993 году
- Поезда на аккумуляторных батареях — эксплуатация в служебных целях.Локомотив (паровоз) лондонского метро

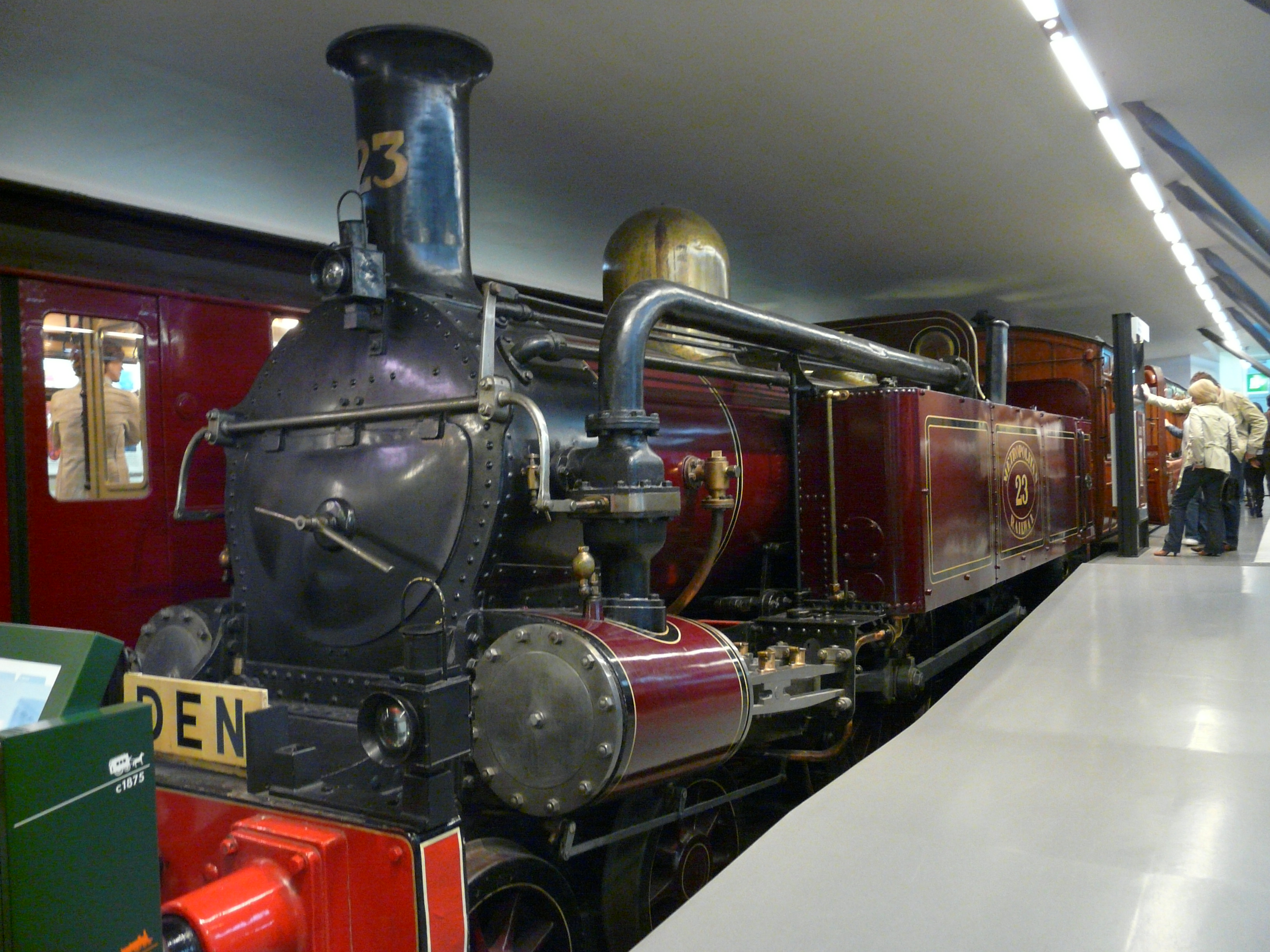
Локомотив (паровоз) лондонского метро

## Пассажирские вагоны
- Пассажирские вагоны — бывшие железнодорожные вагоны, применяющиеся в особых случаях на линии Метрополитен.

## Электропоезда лондонского метро

### Современный линейный состав
| Название линии  | Частично | Цвет на схеме | Тип состава                         | Год ввода в эксплуатацию            | Будет заменён                         | Год замены     |
| --------------- | -------- | ------------- | ----------------------------------- | ----------------------------------- | ------------------------------------- | -------------- |
| Бейкерлоо       |          | коричневая    | Серия 1972                          | 1972-75                             | вероятно, составы по типу Evo Concept | до 2020        |
| Центральная     |          | красная       | Серия 1992                          | 1993-95                             | вероятно, составы по типу Evo Concept | до 2020        |
| Кольцевая       |          | жёлтая        | Серия C69/C77                       | 1970-71                             | Серия S                               | 2013-15        |
| Дистрикт        | Да       | зелёная       | Серия C69/C77, Серия D78            | 1977-78 (серия С) 1980-83 (серия D) | Серия S                               | 2013-17        |
| Восточная       |          | оранжевая     | Вагоны серии British Rail Class 378 | 2012                                | не объявлен                           |                |
| Хаммерсмит-Сити |          | розовая       | Серия C69/C77                       | 1970-71                             | Серия S                               | 2012-15        |
| Юбилейная       |          | серебристая   | Серия 1996                          | 1997-98                             | не объявлено                          | не объявлено   |
| Метрополитен    |          | фиолетовая    | Серия S                             | 2010-12                             | не планируется                        | не планируется |
| Северная        |          | чёрная        | Серия 1995                          | 1997—2000                           | не объявлено                          | не объявлено   |
| Пикадилли       |          | тёмно-синяя   | Серия 1973                          | 1975-78                             | вероятно, составы по типу Evo Concept | до 2020        |
| Виктория        |          | голубая       | Серия 2009                          | 2009-11                             | не планируется                        | не планируется |
| Ватерлоо-Сити   |          | бирюзовая     | Серия 1992                          | 1992                                | вероятно, составы по типу Evo Concept | до 2020        |

### Подвижной состав для линий глубокого заложения
Это общее наименование (en: Tube stock) для поездов различных серий, эксплуатирующихся на линиях Бейкерлоо, Северной, Пиккадилли, Виктория и Юбилейной. Габаритные размеры могут варьироваться в зависимости от типов и серий составов, но главной отличительной характеристикой для поездов такого типа является способность преодолевать туннели диаметром 13 футов (около 4 м, точные диаметры тоннелей на разных линиях могут отличаться). С начала XX века каждой новой серии вагонов для линий глубокого заложения присваивается серийный номер, согласно году предполагаемого ввода состава в эксплуатацию.
- Серия 1900 (линия Центральная, изначально на локомотивно-паровозной тяге)
- Серия 1903 (линия Центральная) — сняты с эксплуатации в 1939 году
- Серия 1906 (линии Бейкерлоо, Северная, Пиккадилли) — сняты с эксплуатации в 1953 году
- Серия 1914 (линия Бейкерлоо) — сняты с эксплуатации в 1935 году
- Серия 1915 (линия Центральная) — сняты с эксплуатации в 1921 году
- Серия Watford Joint (линия Бейкерлоо)
- Серия 1920 (линии Бейкерлоо, Пиккадилли) — сняты с эксплуатации в 1938 году
- Серия Standart (серия составов Standard разработки 1922—1934 гг.) — сняты с эксплуатации в 1966 году
- Серия 1935 (Прототип состава Streamline) — сняты с эксплуатации в 1976 году
- Серия 1938 (линии Бейкерлоо и Северная) — сняты с эксплуатации в период с 1985 по 1988 годы
- Серия 1940 (линия Ватерлоо-Сити) — сняты с эксплуатации в 1993 году
- Серия 1949 (линии Бейкерлоо, Северная и Пиккадилли) — сняты с эксплуатации в период с 1972 по 1978 годы
- Серия 1956 (линии Бейкерлоо, Северная и Пиккадилли) — сняты с эксплуатации в 2000 году
- Серия 1959 (линии Центральная, Бейкерлоо, Северная и Пиккадилли) — сняты с эксплуатации в 2000 году
- Серия 1960 (линия Центральная, прототип состава) — сняты с эксплуатации в 1994 году
- Серия 1962 (линии Центральная и Северная) — сняты с эксплуатации в 1999 году
- Серия 1967 (линия Виктория) — последние сняты с эксплуатации 30 июня 2011 года
- Серия 1972 (линия Бейкерлоо) — остаются в эксплуатации
- Серия 1973 (линия Пиккадилли) — остаются в эксплуатации
- Серия 1983 (линия Юбилейная) — сняты с эксплуатации в 1998 году
- Серия 1986 (линия Центральная, прототип состава) — сняты с эксплуатации в 1989 году
- Серия 1992 (линии Центральная и Ватерлоо-Сити) — остаются в эксплуатации
- Серия 1995 (линия Северная) — остаются в эксплуатации
- Серия 1996 (линия Юбилейная) — остаются в эксплуатации
- Серия 2009 (линия Виктория) — самая новая серия подвижного состава, эксплуатируемая с 2010 года
- Evo Concept — концепт, показывающий дизайн поездов, которые заменят поезда 1972, 1973 и 1992 серий.

### Подвижной состав для линий неглубокого заложения
Это общее название (en: Sub-surface Stock) поездов метрополитена, чьи габаритные размеры сходны со стандартными габаритными размерами британских пассажирских поездов, хотя в некоторых случаях (например, в случае состава серии A60/62) могут слегка отличаться от стандартных. Составы с вагонами данного типа чаще всего используются на линиях, которые используются (или использовались ранее) пригородными поездами совместно с поездами метро. На данных линиях полностью отсутствуют туннели глубокого заложения.
В отличие от составов для линий глубокого заложения, каждой новой серии вагонов для линий мелкого заложения присваивается буквенно-цифровой серийный номер, согласно месту (линии) предполагаемой эксплуатации.
- Серия A (разрабатывался для линии Метрополитен, прототип состава) — сняты с эксплуатации в 1925 году
- Серия B (для линии Метрополитен) — в 1926 году переделаны в вагоны серии H
- Серия C (для линии Метрополитен) — в конце 1930-х годов переделаны в вагоны серии H
- Серия D (для линии Метрополитен) — в конце 1930-х годов переделаны в вагоны серии H
- Серия E (для линии Метрополитен) — в конце 1930-х годов переделаны в вагоны серии H
- Серия F (для линии Метрополитен) — сняты с эксплуатации в 1963 году
- Серия G (для линии Дистрикт) — в 1938 году переделаны в вагоны серии Q23, сняты с эксплуатации в 1971 году
- Серия H (переделанные вагоны серий B, C, D, E) — сняты с эксплуатации в 1957-58 годах
- Серия K (для линии Дистрикт) — в 1937 году переделаны в вагоны серии Q27, сняты с эксплуатации в 1971 году
- Серия L (для линии Дистрикт) — в 1937 году переделаны в вагоны серии Q31, сняты с эксплуатации в 1971 году
- Серия M (для линии Дистрикт) — в 1937 году переделаны в вагоны серии Q35, сняты с эксплуатации в 1971 году
- Серия N (для линии Дистрикт) — в 1937 году переделаны в вагоны серии Q35, сняты с эксплуатации в 1971 году
- Серия O/P (позже CO/CP) (для линии Метрополитен) — сняты с эксплуатации в 1981 году
- Серия Q38 (для линии Дистрикт) — сняты с эксплуатации в 1971 году
- Серия R38/R49 (для линии Дистрикт) — сняты с эксплуатации в 1983 году
- Серия T (для линии Метрополитен) — сняты с эксплуатации в 1962 году
- Серия A60/A62 (для линий Метрополитен и Восточной) — последние сняты с эксплуатации 26 сентября 2012 года
- Серия C69/C77 (для Кольцевой линии) — последние сняты с эксплуатации 29 июня 2014 года
- Серия D78 (для линии Дистрикт) — последние сняты с эксплуатации 21 апреля 2017 года
- Серия S (для линий Метрополитен, Дистрикт, Кольцевой, Хаммерсмит-Сити) — серия поездов для замены подвижного состава на всех линиях неглубокого заложения. Начало эксплуатации с пассажирами — 2010 год (на линии Метрополитен). Массовый ввод в эксплуатацию начался в 2011 году. С 26 сентября 2012 года все поезда на линии Метрополитен — серии S. Эксплуатация на линиях Кольцевой и Хаммерсмит-Сити с 2012 года.

## Инженерно-технический подвижной состав
Как правило, в качестве инженерно-технического подвижного состава используются грузовые вагоны, которые ранее работали на обычных железнодорожных линиях, а также списанные пассажирские метровагоны, переоборудованные под различные инженерно-технические станции и лаборатории.